# Aedes sierrensis
Aedes sierrensis är en tvåvingeart som först beskrevs av Frank Ludlow 1905.  Aedes sierrensis ingår i släktet Aedes och familjen stickmyggor. Inga underarter finns listade i Catalogue of Life.